# Code Geass
Code Geass: Lelouch of the Rebellion (コードギアス 反逆のルルーシュ, Kōdo Giasu: Hangyaku no Rurūshu) is een animeserie geproduceerd door Sunrise, geregisseerd door Gorō Taniguchi en geschreven door Ichirō Ōkouchi, die beiden aan de serie Planetes hebben gewerkt. Code Geass bevat ook personages die ontworpen zijn door Clamp. De anime is in België en Nederland op Netflix beschikbaar.

## Verhaal
De serie speelt zich af in een tijd waarin Japan is bezet door Brittania met behulp van hun nieuwe, pas ontwikkelde wapens: robots bestuurd door mensen met de naam "Knightmare Frames". Na de overwinning van Britannia verliest Japan zijn vrijheid, zijn rechten en zelfs zijn naam. Japan is gedegradeerd tot "Area 11", verwijzend naar het 11de gebied dat ingenomen werd door Britannia. De Japanners krijgen de naam "Elevens" toegewezen.
Lelouch heeft gezworen om Britannia te vernietigen. Dit naar aanleiding van zijn vader, Charles vi Britannia (die tevens de keizer van Britannia is). Charles had Lelouchs moeder niet beschermd tijdens een moordaanslag. Zijn zusje, Nunally, werd ten gevolge van die moordaanslag permanent blind en verlamd.

Zeven jaar later komt Lelouch een meisje tegen genaamd C.C, op een moment van leven of dood. Hij gaat een contract met haar aan om te kunnen overleven en hierdoor ontvangt hij de Geass. De Geass staat ook wel bekend als de Kracht der Koningen (The Power of Kings). Door de Geass te benutten kan Lelouch eender wie eenmalig dwingen om een bepaald bevel op te volgen. De Geass geeft Lelouch de mogelijkheid om Britannia te vernietigen en twee van zijn wensen te vervullen.
Lelouch, die zijn naam heeft veranderd in Lelouch Lamperouge, sluit zich uiteindelijk aan bij de rebellerende Japanners. Hij wint het vertrouwen van de leden en wordt uiteindelijk hun leider onder de alias 'Zero'. De groep noemt zichzelf de 'Black Knights'. Hun doel is om hun eigen rechten en hun eigen land terug te winnen. 
Ten eerste, de wraak voor zijn moeder haar dood en te weten komen wie haar moordenaar was. Ten tweede, om een wereld te maken waar zijn zusje Nunally gelukkig en in vrede kan leven.

## Stemmen
| Personage            | Stem(Japans)     | Stem(Engels)       |
| -------------------- | ---------------- | ------------------ |
| Lelouch Lamperouge   | Yun Fukuyama     | Johnny Yong Bosch  |
| Kururugi Suzaku      | Takahiro Sakurai | Yuri Lowenthal     |
| C.C.                 | Yukana           | Kate Higgins       |
| Kallen Stadtfeld     | Ami Koshimizu    | Karen Strassman    |
| Charles zi Britannia | Norio Wakamoto   | Michael McConnohie |
| V.V.                 | Kazato Tomizawa  | Cindy Robinson     |
| Jeremiah Gottwald    | Ken Narita       | Crispin Freeman    |